# Turisme sexual
El turisme sexual és la pràctica de viatjar a països estrangers, sovint a un continent diferent, amb la intenció de participar en activitats sexuals o relacions, a canvi de proporcionar diners o favors. Aquesta pràctica opera predominantment en països on el treball sexual és legal. L'Organització Mundial del Turisme de les Nacions Unides ha reconegut que aquesta indústria s'organitza tant dins com fora de les lleis estructurades i les xarxes creades per elles.
El turisme sexual es considera habitualment com un repte transnacional, ja que es pot veure que s'orienta a la demografia marginada dels països en desenvolupament, com ara els països d'Amèrica o el sud-est asiàtic. Les principals preocupacions ètiques sorgeixen de: la bretxa econòmica entre turistes i residents, el tràfic sexual de nens i dones i les parts que aprofiten la capacitat de relacionar-se amb menors. Aquests grups i individus estan subjectes a les lleis sobre prostitució estrangeres de la jurisdicció de la destinació, sovint amb una permisivitat efectiva. Les activitats de prostitució que impliquen menors són universalment no consentides i il·legals.
El turisme sexual es coneix com una indústria multimilionària que dona suport a una mà d'obra estimada en milions, amb indústries de serveis com ara l'aerolínia, el taxi, la restauració i l'hoteleria. La major part del turisme sexual inclou homes que viatgen des de països del Nord global a països del Sud global, com ara l'Est i el sud-est asiàtic i Amèrica Llatina. Encara que és molt més rar, també existeix el turisme sexual femení.